# JRAジョッキーDay
JRAジョッキーDay（ジェイアールエージョッキーデー）とは、ばんえい競馬へ中央競馬(JRA)の騎手が参加する、ばんえい競馬のイベントである。

## イベントの発端
一般社団法人ばんえい競馬馬主協会理事の須藤一夫から、調教助手の安藤賢一にイベントの打診があり、JRA騎手の藤田伸二が他のJRA所属騎手へ参加を呼び掛けて実現した企画である。
このイベントの成立により、ばんえい競馬のレースへJRA騎手が初めて参戦する機会となり、以後同イベントが継続実施されてきている（「開催概要」節を参照）。
2020年から2023年にかけては新型コロナウイルスに伴い開催を見合わせ、2024年より再開されている。

## イベントの概要
当日はエキシビションレースがメインイベントとして行われる。
その他にもJRA騎手がプレゼンターを務める協賛競走やトークショー及びグッズプレゼントなどのイベントが催され、ばんえいやJRA騎手、そしてファンとの交流が行われる。

## 開催概要
- 第1回：2007年7月16日（月）開催[6]。告知が1週間前となる慌ただしいスケジュールとなる[7]。JRAの騎手が史上初めてばんえい競馬で騎乗する機会となった[3]。
- 第2回：2008年7月21日（月）開催[8]。元JRA騎手の細江純子がエキシビションレースへ参戦した[8]。細江の勝負服には映画「雪に願うこと」で吹石一恵が着用していた柄が再現された[9]。
- 第3回：2009年8月3日（月）開催[10]。かつてJRA騎手であった加賀武見が観戦に訪れた[11]。この回よりエキシビションレースが2レース制となり、合計着順ポイントによって順位を決定するルールとなった。
- 第4回：2010年8月23日（月）開催[12][13]。武豊が今回初参戦となる。第1回から出場は打診していたが[2][14]、交流重賞への参戦などでスケジュールの都合がつかず、今回ようやく参戦の運びとなった[2]。この年は「中高年の星」として一躍有名となったゴールデンバージが出走した[15]。出走した時に装着していた蹄鉄は帯広競馬場の「ゴールデンバージ特設コーナー」へ展示された[15]。武幸四郎がエキシビションレースで落橇（らくそり）する一幕もあった[16]。
- 第5回：2011年8月22日（月）開催[17][18]。謎の騎手ミスターXとして小林徹弥が初参戦。覆面を装着して登場した[19]。なお、松岡正海の代わりに安藤賢一が急きょエキシビション第1レースへ騎乗する場面もあった[20]。
- 第6回：2012年8月20日（月）開催[21]。エキシビションレースの実況は2011年をもって勇退した井馬博によって行われた[22]。
- 第7回：2013年11月18日（月）開催[1][23]。JRA札幌競馬場が改修中のため帯広までの移動距離と所要時間がネックとなり、11月まで開催がずれ込んだ[1]。第1回から出場を継続している勝浦正樹が他騎手へ参加を呼びかけたことにより、今回の開催が実現した[1]。準備期間不足のため「4 - 5人集まれば御の字」と勝浦は考えていたが、またたく間に騎手10人が名乗りをあげ、フルゲートによるエキシビションレースが開催できた[24]。
- 第8回：2014年8月25日（月）開催[25]。「ミスターX」として秋山真一郎が参戦[25]。
- 第9回：2015年8月24日（月）開催[26]。「ミスターX」として菱田裕二が参戦[26]。
- 第10回：2016年8月22日（月）開催。
- 第11回：2017年8月21日（月）開催。
- 第12回：2018年8月20日（月）開催。
- 第13回：2019年8月19日（月）開催。
- 第14回：2024年8月19日（月）開催[4]。
- 第15回：2025年8月25日（月）開催予定。

### 歴代総合優勝者
- 第1回（2007年）：安藤勝己[6]
- 第2回（2008年）：藤田伸二[8]
- 第3回（2009年）：安藤勝己[10]
- 第4回（2010年）：藤岡佑介[13]
- 第5回（2011年）：武豊[18]
- 第6回（2012年）：荻野琢真[21]
- 第7回（2013年）：田辺裕信[23]
- 第8回（2014年）：荻野琢真と丸田恭介の同点優勝[25]。
- 第9回（2015年）：松岡正海[26]
- 第10回（2016年）：小林徹弥
- 第11回（2017年）：勝浦正樹[27]
- 第12回（2018年）：荻野琢真[28]
- 第13回（2019年）：荻野琢真
- 第14回（2024年）：富田暁[29]